# Milíře (Rádlo)
Milíře (něm. Kohlstatt) jsou osadou, částí obce Rádlo v okrese Jablonec nad Nisou. Je zde evidováno 31 adres. Trvale zde žije 7 obyvatel.
Milíře leží v katastrálním území Rádlo o výměře 9,65 km2. Nacházejí se asi 1 km na severozápad od Rádla. Dopravně je osada přístupná po místních komunikacích z obcí Rádlo, Jeřmanice a Proseč nad Nisou. Po málo frekventované komunikaci vede cyklostezka č.  3038 (Jeřmanice - Milíře - Rádlo - Jablonec n.N. – Horní Černá Studnice – Pramen Nisy – Lučany n. N. – Karlov). Milíři prochází červeně značená turistická cesta (Rychnov u Jablonce nad Nisou – Rádlo – Proseč - Lukášov) a zeleně značená cesta (tzv. Nová hřebenovka Javorník – Jeřmanice - Císařský kámen – Rochlice). Z osady vychází žlutá značka do Vratislavic nad Nisou.

## Historie
Osada vznikla v místě, které bylo odlesněno činností uhlířů, kteří zde patrně v  milířích pálili dříví z okolních hlubokých lesů. V nejstarším záznamu (1687) je místo označeno zur Kohlstatt a osada, která zde na hranicích katastrů obcí Rádlo, Jeřmanice a  Vratislavice vznikla, nesla jméno Kohlstatt. Část osady spadala pod blízké Rádlo, které patřilo svijanskému panství, druhá část patřila panství Starý Dub a spadala pod faru Jeřmanice. Děti z Milířů proto chodily do školy v Jeřmanicích. Obyvatelé Milířů usilovali o osamostatnění, případně o sjednocení rádelské i jeřmanické části osady. V roce 1921 měly Milíře vlastní obecní radu, (která byla ale později zase rozpuštěna), k odloučení od Jeřmanic a ke spojení s bližším Rádlem došlo 1. července 1939. V roce 1946 bylo Rádlo součástí soudního a politického okresu Jablonec n.N. a osadě Kohlstatt byl stanoven český název Milíře. Osada, (jako součást Jeřmanic), patřila do politického a soudního okresu Liberec - venkov až do nového územního uspořádání roku 1960, kdy byla její převážná část (asi 20 ha) opět připojena k Rádlu. Součástí Jeřmanic zůstalo 5 domů dnes označovaných jako Dolní Milíře.
Návštěvy císaře Josefa II.

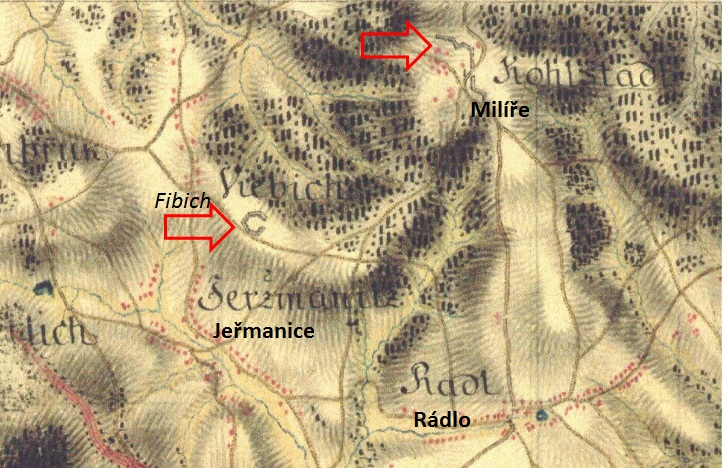
Opevnění u Milířů na mapě 1. vojenského mapování

Dvě návštěvy císaře Josefa II. byly největší historickou událostí, která se kdy v Milířích udála. První návštěvu, z 26. června 1778, zmiňuje Malá kronika rychnovské farya císař při ní prováděl rekognoskaci terénu pro ženijní oddíly, jež pak vybudovaly několik řad valů, (šancí, na sever od cesty z Rádla do Milířů až téměř k vrcholu kopce nazývaného Špičák (Spitzberge). V místech, kde ze silnice Jeřmanice - Vratislavice nad Nisou odbočuje cesta na Milíře (tzv. Fibich) byla vybudována valy obehnaná pevnůstka. Obě stavby jsou zachyceny na mapovém listě č.30 I. vojenského mapování (rektifikace 1780-1783).
Při své druhé návštěvě 15. září 1779 si císař prohlédl provedené práce. K tomu využil velký kámen na vrcholu kopce. Po této události byl kopec přejmenován na Císařský kámen (Kaiserstein) a na památný kámen byla umístěna deska připomínající slavnou návštěvu. 
Situace je zachycena na mapovém listu O-3-V druhého vojenského mapování, kde je již uveden Kaiserstein Berg a také Kohlstatt Bei der Schanze tj. "u šancí".
Obyvatelstvo, zaměstnání
Výroba dřevěného uhlí byla opuštěna, obyvatelé se živili tkalcovstvím a později zpracováním skla. V Milířích byli kameníci zpracovávající místní žulu, často odcházeli za prací do Rajchu, kde byli velmi žádáni. Největší část zemědělské půdy byla oseta ovsem, ozimem a osázena zimními bramborami. Osada byla převážně německá, v roce 1930 žilo na Milířích 8 Čechů. 

## Zajímavosti a pamětihodnosti
Zástavba osady je venkovského horského charakteru. V Milířích se zachovalo několik roubených domů. Stavení jsou obklopena vzrostlými stromy, většinou javory, kleny nebo jasany, řidčeji lipami.
Kaple Panny Marie Bolestné
Nejstarší památkou osady Milíře je kaple Bolestné Panny Marie (Zur Schmerzhaften Muttergottes), kterou v roce 1799 nechal vybudovat zlatník Anton Dittrich vedle svého domu. V této kapli oslavili společně bratři Anton a Josef Dittrichovi s manželkami své zlaté svatby. Oba páry byly bohatě obdarovány na hostině, které se zúčastnili významní lidé z celého okolí.  Během 1.  světové války děti z Milířů již nechodily do jeřmanického kostela, ale bohoslužby měly v kapli. Na konci války v roce 1917 byly pro vojenské účely zabaveny v kapli oba zvonky. Ke kapli se jedenkrát do roka konala prosebná pouť z Vratislavic (Maffersdorfer Bittprozession).  Po odsunu německých obyvatel kaple postupně chátrala. Po změně politických poměrů byla kaple s finančním přispěním diecéze v  Augsburgu opravena a v květnu 2000 se v ní opět konala slavnostní mše. 
Bývalá škola
Budova bývalé školy stojí vedle křižovatky silnic. Je překvapivé, že poměrně malá osada měla svou vlastní školu. Za finanční pomoci zemského výboru byla v roce 1883 nákladem 4700 zl. postavena a v září téhož roku se otevřela pro místní děti. Průměrně ji navštěvovalo 40 až 50 dětí. Nejvíce žáků měla škola v roce 1909 kdy do ní chodilo 67 dětí. Poválečné zmatky se projevily i v provozu školy Ve školním roce 1918/19 měly v Milířích jen 21 školních týdnu, protože nebylo uhlí, v roce 1919/20 měly Milíře, (které leží na kraji lesa), od 23. listopadu do 7. ledna opět prázdniny pro nedostatek uhlí. Pravidelné vyučování se obnovilo až v roce 1920/21. V roce 1921 byla pro zdejší školní správu dokonce zřízena i místní školní rada. 
Hřbitov

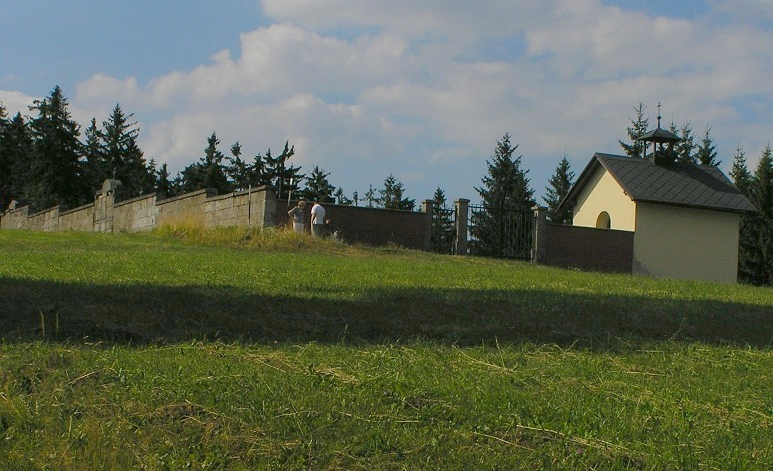
Milíře - hřbitov

Při cestě na Císařský kámen je starý hřbitov založený v roce 1901 s opravenou bránou a márnicí. Od hřbitovní brány je překrásný pohled na Jizerské hory a Krkonoše.
Rozhledna na Císařském kameni
Z Milířů je nejsnadnější přístup k celoročně přístupné rozhledně na Císařském kameni, která byla otevřena v roce 2009.
Přírodní zajímavosti
Středem osady prochází rozvodí oddělující povodí Severního a Baltského moře. Na louce východně od osady je prameniště Rádelského potoka, (pravostranného přítoku Mohelky – povodí Severního moře), který po několika stech metrech zásobuje vodou přírodní památku Rádlo s chráněnými druhy rostlin žijícími na podmáčených loukách a rašeliništích. V západní části osady pramení Luční potok, (levostranný přítok Lužické Nisy – povodí Baltského moře), na jehož dolním toku je vyhlášena Evropsky významná lokalita Luční potok (CZ0513254), ve které je chráněna mihule potoční.

## Fotogalerie

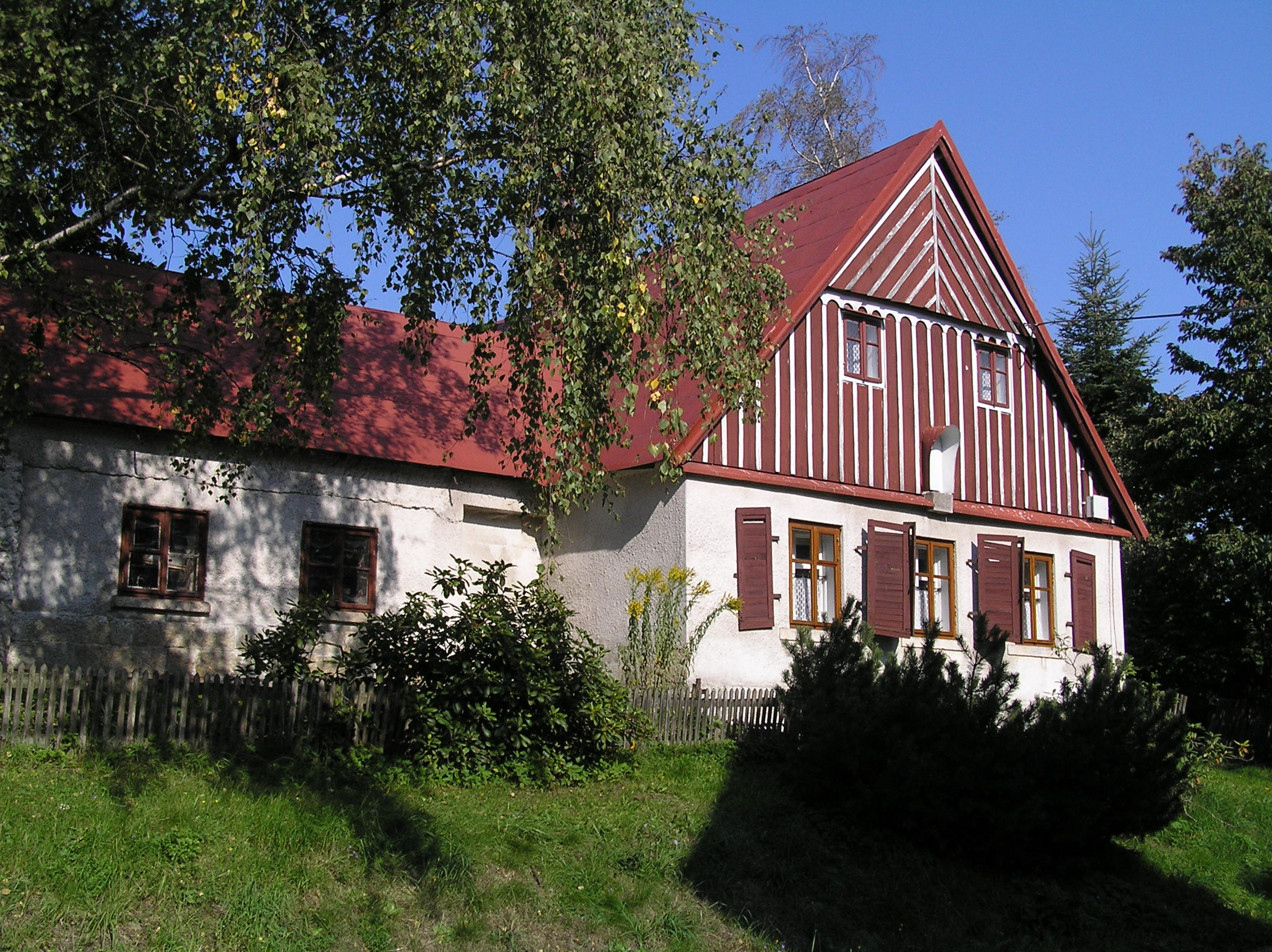
Lidová architektura če. 12
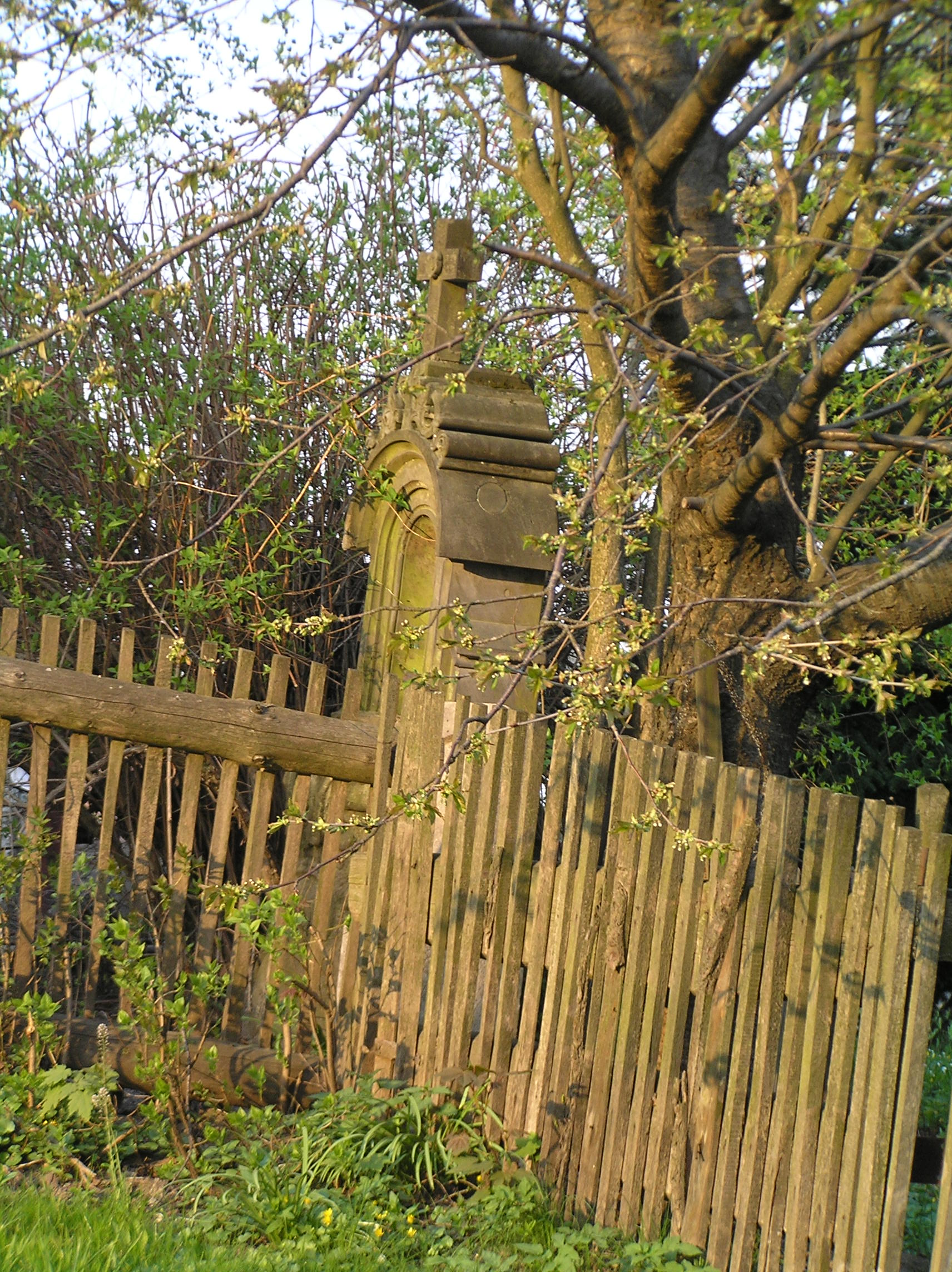
Křížek u chalupy če. 12
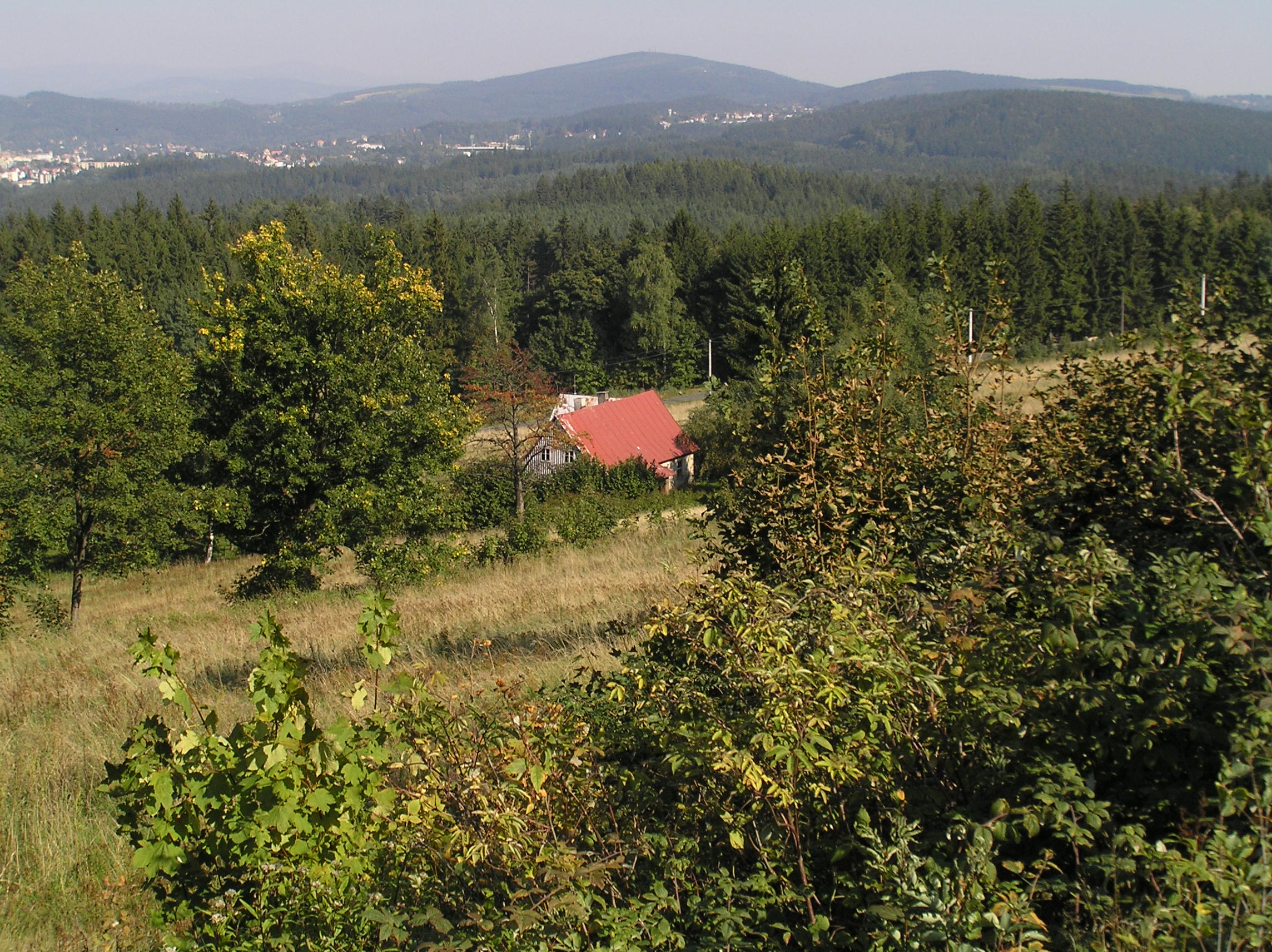
Výhled od hřbitova k Černostudničnímu hřebeni
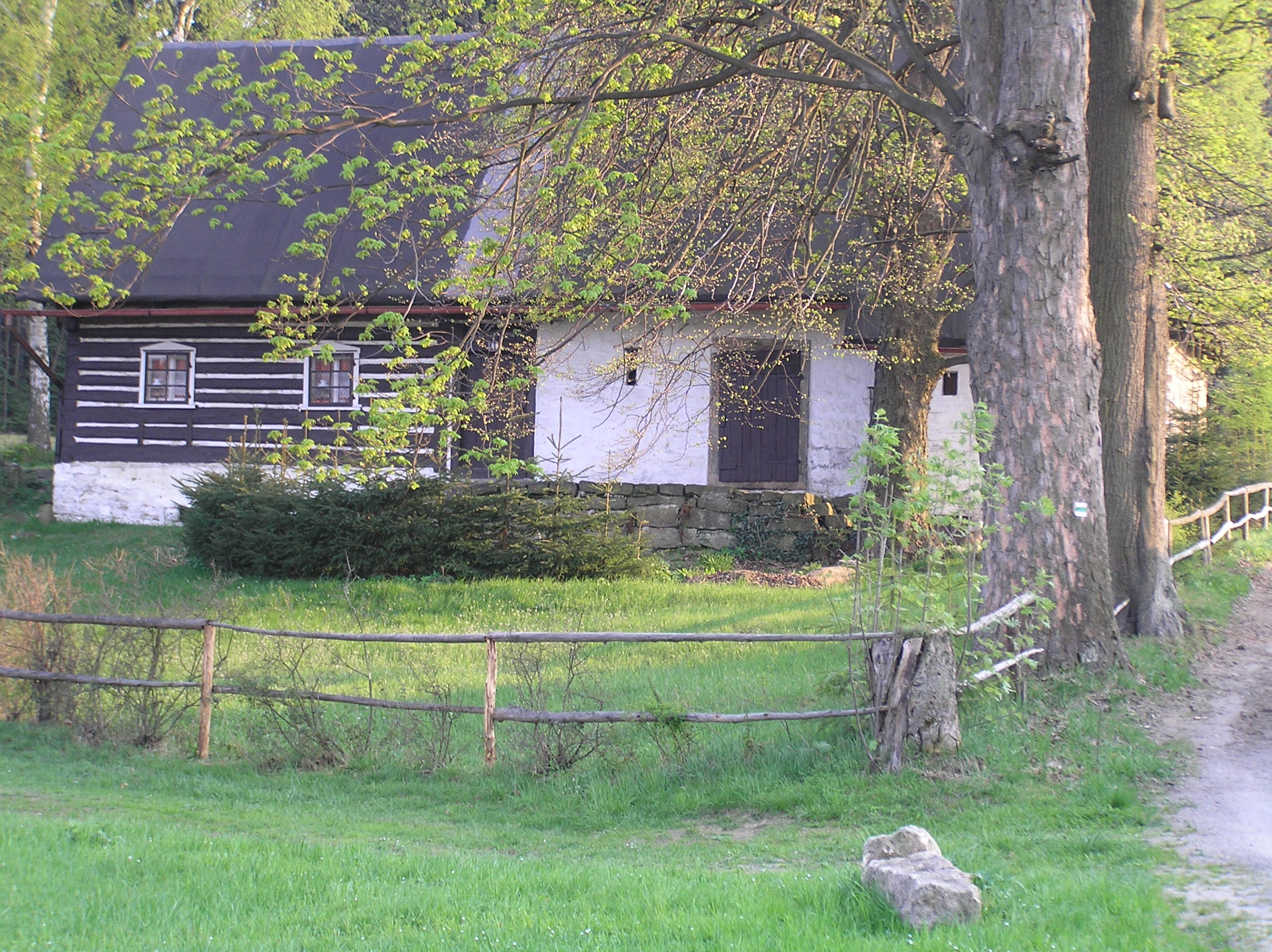
Památkově chráněná usedlost če. 48